# Долнолозенски манастир
Вижте пояснителната страница за други значения на Свети апостоли Петър и Павел.
Долнолозенският манастир „Св. св Апостоли Петър и Павел“ е български православен манастир. Манастирът е разположен на около 3 км северно от село Лозен и на 300 m северно от автомагистрала „Тракия“.

## История
В началото на ХХ век на мястото, което се помнело че е била църквата, бил построен малък параклис. По-късно през 30-те години един възрастен човек от село Лозен – дядо Будин – получил откровение насън, че трябва да напусне семейството си – той имал жена и деца – и да дойде да живее в манастира, а също така да не яде месо и да не подстригва косата си. Той възприел казаното му със страх и се посветил на служба Богу.
По време на атеистичния период хората помнели празниците, но в тогавашния параклис не можело да се служи Св. Литургия, затова извършвали водосвет и молебен. По-късно една благочестива жена купила строителни материали за възстановяване на манастира, но комунистите не разрешили и иззели материалите.
През 1988 – 1989 година с усилията на отец Иван Динков и на много усърдни християни от селото по основите на стария параклис е посторена малка църква, в която да се служи Св. Литургия.
През 1994 – 1995 е построена първата жилищна сграда с дарения от много частни лица и фирми и най-вече с безвъзмездния труд на християните от село Долни Лозен.
Манастирът е осветен на 29 юни 2005 година от Българския Патриарх Максим. Построен е на старо свято място, като в двора му са намирани останки от стари постройки.

## Архитектура
Състои се от черква, жилищни и стопански сгради.